# Alaerato angistoma
Alaerato angistoma is een slakkensoort uit de familie van de Eratoidae. De wetenschappelijke naam van de soort werd in 1832 voor het eerst geldig gepubliceerd door George Brettingham Sowerby II.